# Горска незабравка
Горската незабравка (Myosotis sylvatica) е многогодишно растение от семейство Грапаволистни (Boraginaceae) с произход Европа, Мала Азия, Централна Азия и Северозападна Африка.

## Етимология
Наименованието на незабравката (Myosotis) произлиза от думите myos – мишка и otis – уши. Името „незабравка“ е свързано с множество легенди, предимно за верността, когато настъпи раздялата на влюбените.

## Описание
Незабравката е издръжливо растение с богато разклонение, което достига височина 15 – 25 cm, в зависимост от сорта. Има меки листа с къси власинки. Вирее в светли, полусенчести до сенчести местообитания. Цъфти от месец април до юли с кичести сини, бели или розови (според сорта) цветове, с диаметър 7 – 10 мм.

## Сортове
Незабравката наброява около 50 вида, които се делят на ниски (15 – 20 cm) и високи (до 30 cm).
Известни сортове:
- „Син букет“ – тъмносини, 30 cm
- „Синя топка“ (Blue Ball) – индигово сини цветове, 15 cm
- „Синя кошничка“ (Blue Basket) – едри сини цветове, 25 cm
- (Carmine King) – розови цветове, 15 – 20 cm
- (Victoria Rose) – розови цветове, 15 – 20 cm
- (White Ball) – бели цветове, 15 – 20 cm
- (Royal Blue) – сини цветове, 30 cm
- (Ultramarine) – наситено сини цветове, 15 – 20 cm
- „Индиго“ (Indigo Compacta) – наситено индиговосини цветове, 30 cm

## Приложение
Популярно пролетно градинско цвете.